# الانتخابات الأمريكية 2018
الانتخابات الأمريكية 2018 هي انتخابات جرت في يوم 6 نوفمبر 2018 المصادف يوم الثلاثاء وكانت هذه الانتخابات النصفية في منتصف فتره الولايه الاولى للرئيس الجمهوري دونالد ترامب، حيث تم التنافس على 435 مقعد لمجلس النواب الأمريكي وعلى 35 مقعد من أصل 100 لمجلس الشيوخ الأمريكي، شملت الانتخابات 39 ولاية ومقاطعة. وفي نفس اليوم كانت هناك أيضاً انتخابات اختيار العمدة لعدة مدن في الولايات المتحدة مثل نيوآرك وفينيكس وسان فرانسيسكو وواشنطن العاصمة وناشفيل.
حقق الديموقراطيون مكاسب صافية بلغت 41 مقعدًا في مجلس نواب الولايات المتحدة، حيث حصلوا على أغلبية في المجلس وبالتالي أنهوا الثلاثية الفيدرالية التي أنشأها الحزب الجمهوري في انتخابات عام 2016، وقد احتفظ الحزب الجمهوري بالسيطرة على مجلس الشيوخ الأمريكي، وحقق مكاسب صافية بمقعدين وهزم أربعة من الديمقراطيين الحاليين في الولايات التي صوتت لصالح ترامب في عام 2016. ونتيجة لانتخابات 2018 أصبح الكونغرس 116 للولايات المتحدة أول كونغرس منذ الكونجرس 99 حيث سيطر الديمقراطيون على مجلس النواب وسيطر الجمهوريون على مجلس الشيوخ الأمريكي. وفي انتخابات الولاية حصل الديمقراطيون على سبع حكام ولايات وسيطروا على ما يقرب من 350 مقعدًا تشريعيًا للولاية وسيطروا على ست مجالس تشريعية في الولايات.
سجلت الانتخابات أعلى نسبة مشاركة في الانتخابات النصفية منذ عام 1914 بنسبة 49.3٪. وشهدت الانتخابات عدة مبادرات انتخابية لأول مرة للسيدات والأقليات العرقية والمرشحين من مجتمع الميم، بما في ذلك انتخاب أول حاكم مثلي الجنس وأول سناتور أمريكي ثنائي الجنس. في العديد من الاستفتاءات صوتت ولايات عديدة لتوسيع تغطية ميديكيد، وطلب تحديد هوية الناخبين وإنشاء لجان مستقلة لإعادة تقسيم الدوائر وإضفاء الشرعية على الماريجوانا، وإلغاء قوانين الحرمان من الحقوق الجنائية وسن مقترحات أخرى.
خلال الحملة ركز الديمقراطيون على الرعاية الصحية وهاجموا الجمهوريين بشكل متكرر لدعمهم إلغاء أحكام قانون حماية المريض والرعاية المعقولة (المعروف أيضًا باسم Obamacare) بما في ذلك الحماية للأفراد الذين يعانون من ظروف موجودة مسبقًا. وركزت الرسائل الجمهورية على الهجرة وقانون التخفيضات الضريبية والوظائف لعام 2017 وكانت هناك مزاعم عن محاولة التدخل الروسي في هذه الانتخابات بالإضافة إلى الخلافات المتعلقة بقمع الناخبين المحتمل والمخالفات الانتخابية الأخرى المزعومة. وقد وُصفت الانتخابات على نطاق واسع بأنها انتخابات «الموجة الزرقاء».

## القضايا والإعلانات والحملات
في مايو 2018 بدأ الرئيس ترامب في التأكيد على جهوده للتغلب على القوة التقليدية للحزب غير الرئاسي في انتخابات التجديد النصفي، مع «الأولوية القصوى للبيت الأبيض هو المحافظة على الأغلبية الجمهورية في مجلس الشيوخ»، لقد كان بالفعل جيدًا في حملته الخاصة بإعادة انتخابه لعام 2020، بعد أن أطلقها في يوم تنصيبه في يناير 2017. بحلول أوائل آب (أغسطس) شملت جهود منتصف المدة للرئيس مسيرات في أوهايو وبنسلفانيا وفلوريدا ومونتانا وأماكن أخرى «إعادة صياغة أسلوب وخطاب حملته لعام 2016». وركز رسالته على الاقتصاد، والجدار الحدودي الذي اقترحه، و"الحرب التجارية" مع الصين، وانتقاد وسائل الإعلام، واقتراحه لإنشاء قوة فضائية، وهي فرع جديد للجيش مكرس للعمليات في الفضاء. في أواخر أغسطس 2018، ذكرت صحيفة هافينغتون بوست أن ترامب وإدارته كانا ينخرطان في نشاط الحملة على الرحلات الممولة من دافعي الضرائب. وفقًا للتقرير، حدد أحد كبار موظفي البيت الأبيض 35 حدثًا من قبل مجلس الوزراء وكبار الموظفين «مع أو تؤثر على مناطق مجلس النواب في أغسطس بالفعل». ووصفت ليندساي والترز نائبة السكرتير الصحفي للبيت الأبيض التقرير بأنه «مضلل».
تميزت انتخابات 2018 بنطاق أوسع وعدد أكبر من إعلانات الحملة من انتخابات التجديد النصفي السابقة. ركزت ما يقرب من ثلث الإعلانات الجمهورية على الضرائب، لا سيما على قانون التخفيضات الضريبية والوظائف الصادر مؤخرًا لعام 2017. وبحلول منتصف أكتوبر 2018 بتكلفة حوالي 124 مليون دولار تم بث أكثر من 280 ألف إعلان تلفزيوني متعلق بالهجرة في سباقات مجلس النواب ومجلس الشيوخ وحكام الولايات، وهو ما يمثل زيادة قدرها خمسة أضعاف مقارنة بدورة 2014. في أكتوبر 2018 وصفت نيويورك تايمز وواشنطن بوست رسائل حملة الجمهوريين لعام 2018 بأنها تركز بشكل أساسي على إثارة الخوف بشأن الهجرة والعرق. ووفقًا لصحيفة واشنطن بوست فإن الرئيس ترامب «استقر على إستراتيجية الخوف - المليئة بالأكاذيب والخطاب المشوب بالعرق - للمساعدة في دفع حزبه إلى النصر في الانتخابات النصفية القادمة، كجزء من جهد أوسع لتنشيط الناخبين الجمهوريين». في نوفمبر 2018، سحبت Facebook وNBC وFox News إعلانًا مثيرًا للجدل مؤيدًا لترامب ركز على قافلة مهاجرين؛ وأشار فيسبوك إلى أن الإعلان انتهك قواعد فيسبوك المتعلقة بـ «المحتوى المثير».
ركزت ما يقرب من نصف جميع الإعلانات من قبل الديمقراطيين على الرعاية الصحية، ولا سيما على الدفاع عن قانون حماية المريض والرعاية الميسرة (المعروف أيضًا باسم Obamacare أو قانون الرعاية بأسعار معقولة) والحفاظ على الحماية للأفراد الذين يعانون من ظروف موجودة مسبقًا. وادعى عدد من المرشحين الجمهوريين دعم أحكام قانون الرعاية الميسرة، مثل الحماية للظروف الموجودة مسبقًا، على الرغم من أنهم دعموا الجهود التي أضعفت أو ألغت تلك الأحكام. في الأسابيع الأخيرة من الحملة، أشار الديمقراطيون إلى رغبتهم في إبقاء تركيز الحملة على الجهود الجمهورية لإلغاء أحكام Obamacare من خلال قانون الرعاية الصحية الأمريكي المقترح لعام 2017 . أظهر استطلاع أجرته مؤسسة غالوب قبل أيام من الانتخابات أن الناخبين اعتبروا الرعاية الصحية والاقتصاد من أهم القضايا بين الناخبين المسجلين، على الرغم من أن العديد من الناخبين اعتبروا الهجرة أولوية قصوى.

## الانتخابات الفيدرالية

### مجلس الشيوخ
| الصنف | ديمقراطي | جمهوري | مستقل | الانتخابات التالية |
| ----- | -------- | ------ | ----- | ------------------ |
| 1     | 21       | 10     | 2     | 2024               |
| 2     | 12       | 21     | 0     | 2020               |
| 3     | 12       | 22     | 0     | 2022               |
| مجموع | 45       | 53     | 2     |                    |

في انتخابات 2018 سعى الجمهوريون للدفاع عن الأغلبية في مجلس الشيوخ التي حافظوا عليها منذ انتخابات 2014. كان خمسة وثلاثون مقعدًا من أصل 100 معروضًا للانتخابات، بما في ذلك جميع مقاعد الدرجة الأولى البالغ عددها 33 مقعداً في مجلس الشيوخ. ومقعدي الدرجة الثانية في مجلس الشيوخ في مينيسوتا وميسيسيبي انتخابات خاصة،
كانت انتخابات مقاعد الدرجة الأولى في مجلس الشيوخ تمتد لفترات من يناير 2019 إلى يناير 2025 بينما انتخابات الدرجة الثانية للفترات المنتهية في يناير 2021. وشغل الديمقراطيون 24 مقعدًا من المقاعد المطروحة للانتخابات، واثنان من المقاعد المطروحة للانتخابات من قبل تجمع المستقلين مع الديمقراطيين وتسعة مقاعد للانتخابات عقدها الجمهوريون. لم يسع ثلاثة من الجمهوريين الحاليين للانتخابات في عام 2018 بينما سعى جميع شاغلي المناصب الديمقراطيين والمستقلين لولاية أخرى. لم يكن 42 من أعضاء مجلس الشيوخ الجمهوريين و23 من أعضاء مجلس الشيوخ الديمقراطيين متقدمين للانتخابات.
بافتراض فوز المستقلين بإعادة انتخابهما واستمرا في التجمع معهم، كان الديمقراطيون في مجلس الشيوخ بحاجة إلى الفوز بمكاسب صافية بمقعدين في مجلس الشيوخ للفوز بالأغلبية.  بما في ذلك المستقلين، شغل الديمقراطيون ما يقرب من 74 بالمائة من المقاعد في الانتخابات، وهي أعلى نسبة يحتفظ بها حزب واحد في انتخابات التجديد النصفي منذ عام 1914 على الأقل  قبل انتخابات 2018، كتب نيت سيلفر من FiveThirtyEight أن الديمقراطيين واجهوا واحدة من أكثر خرائط مجلس الشيوخ غير المواتية التي واجهها أي حزب في أي انتخابات مجلس الشيوخ. وأشار سيلفر إلى أن عشرة من المقاعد التي دافع عنها الديمقراطيون كانت في الولايات التي فاز بها دونالد ترامب في الانتخابات الرئاسية لعام 2016 . وفي الوقت نفسه، كان مقعد مجلس الشيوخ من الفئة الأولى في ولاية نيفادا هو المقعد الوحيد الذي يسيطر عليه الجمهوريون للانتخابات في ولاية فازت بها المرشحة الديمقراطية هيلاري كلينتون في الانتخابات الرئاسية لعام 2016.
وتوقع سيلفر أنه حتى الفوز بتسع نقاط في التصويت الشعبي على مستوى البلاد لن يكون كافياً لمنح الديمقراطيين أغلبية في مجلس الشيوخ. وتكهن بعض المراقبين بأن الجمهوريين قد يكونون قادرين على الحصول على شبكة من تسعة مقاعد، والتي ستمنحهم الأغلبية العظمى المكونة من 60 مقعدًا اللازمة لكسر التعطيل على التشريع.
فاز الجمهوريون بمكاسب صافية بمقعدين في مجلس الشيوخ. كانت انتخابات 2018 هي أول انتخابات نصفية منذ عام 2002 حصل فيها الحزب الذي يتولى الرئاسة على مقاعد في مجلس الشيوخ. حيث هزم الجمهوريون شاغلي المناصب الديمقراطية في إنديانا وميسوري ونورث داكوتا وفلوريدا. بينما هزم الديمقراطيون شاغل الوظيفة الجمهوري في نيفادا وشغلوا مقعدًا مفتوحًا في أريزونا. ويمثل جميع شاغلي المناصب الديمقراطية الأربعة المهزومين الولايات التي فاز بها ترامب في الانتخابات الرئاسية لعام 2016.
حقق شاغلو المناصب الديمقراطية انتصارات في ولايات الغرب الأوسط التنافسية في أوهايو وميشيغان وويسكونسن وكذلك ولاية بنسلفانيا المتأرجحة الشمالية الشرقية. أعادت مونتانا وفيرجينيا الغربية، اللتان صوتتا لصالح ترامب بهامش 20 نقطة على الأقل، انتخاب الحزب الديمقراطي الحالي. بعد الانتخابات قال أشار كريس سيليزا من سي إن إن أن الحزب الديمقراطي أستطاع من خلال الحد من خسائرهم في مجلس الشيوخ في 2018، وضع الديمقراطيون أنفسهم في وضع يسمح لهم بالسيطرة على مجلس الشيوخ في انتخابات مجلس الشيوخ لعام 2020 أو 2022 .

### مجلس النواب

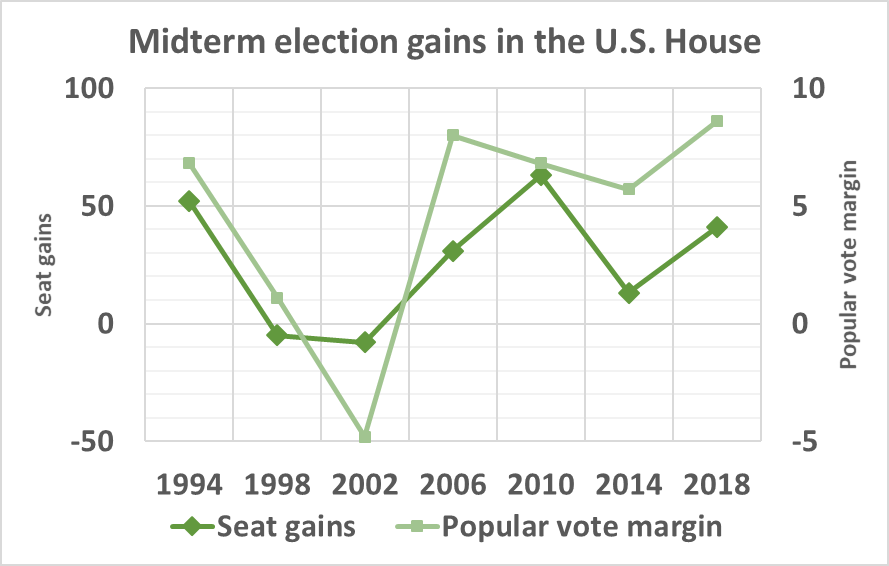
مكاسب تاريخية في منتصف المدة بمقاعد مجلس النواب للحزب الذي لم يتولى الرئاسة

في انتخابات 2018 سعى الديمقراطيون للسيطرة على مجلس النواب الأمريكي لأول مرة منذ انتخابات 2010، وكانت جميع مقاعد التصويت البالغ عددها 435 في مجلس النواب جاهزة للانتخاب لمدة عامين. بالإضافة إلى ذلك، تم إجراء انتخابات لاختيار خمسة من المندوبين الستة غير المصوتين لمقاطعة كولومبيا والأقاليم الأمريكية. 
شهدت انتخابات مجلس النواب لعام 2018 أكبر عدد من حالات التقاعد من قبل شاغلي المناصب في أي دورة انتخابية منذ عام 1992 على الأقل. وبحلول يونيو 2018 أعلن 20 ديمقراطيًا و44 جمهوريًا في مجلس النواب بمن فيهم رئيس مجلس النواب بول رايان تقاعدهم. ربما أضر العدد غير المتناسب من المتقاعدين الجمهوريين بآفاق الجمهوريين في انتخابات منتصف المدة لعام 2018 بسبب فقدان ميزة شغل المناصب.
حصل الديمقراطيون على 193 مقعدًا قبل انتخابات نوفمبر مباشرة، وكانوا بحاجة إلى الحصول على 25 مقعدًا على الأقل للفوز بأغلبية في مجلس النواب. وفي انتخابات تشرين الثاني (نوفمبر) فاز الديمقراطيون بـ 40 مقعدًا. نظرًا لأن الانتخابات شهدت أيضًا قيام الديمقراطيين بملء مقعدين شاغرين كانا يسيطر عليهما الحزب في السابق فقد فاز الديمقراطيون بالسيطرة على إجمالي 235 مقعدًا، بينما فاز الجمهوريون بالسيطرة على 199 مقعدًا على الأقل. يمثل صافي ربح 40 مقعدًا أكبر مكسب للحزب الديمقراطي في مجلس النواب منذ انتخابات 1974 . فاز الديمقراطيون في التصويت الشعبي على مستوى البلاد لمجلس النواب بنسبة 8.6 نقطة مئوية،  وهو من أعلى الهوامش التي فاز بها أي من الحزبين منذ عام 1992. ويرجع ذلك جزئيًا إلى زيادة الإقبال على التصويت، فإن العدد الإجمالي للأصوات التي فاز بها المرشحون الديمقراطيون لمجلس النواب يعادل تقريبًا عدد الأصوات التي فاز بها ترامب في الانتخابات الرئاسية لعام 2016. كانت انتخابات 2018 هي الانتخابات النصفية الثالثة منذ عام 2006 التي فقد فيها حزب الرئيس السيطرة على مجلس النواب.
هزم الديمقراطيون 29 شاغلًا جمهوريًا وشغلوا 14 مقعدًا مفتوحًا، فيما لم يهزم الجمهوريون شاغلًا ديمقراطيًا واحدًا، على الرغم من أن الحزب حصل على مقعدين مفتوحين في مينيسوتا وواحد في ولاية بنسلفانيا. ودافع الجمهوريون عن الغالبية العظمى من مقاعدهم الريفية، لكن العديد من مقاعد المدن والضواحي انقلبت لصالح الديمقراطيين. منحت العديد من المناطق التي اختارها الديمقراطيون أغلبية أو تعددية أصواتهم لهيلاري كلينتون في الانتخابات الرئاسية لعام 2016. من بين 447 فردًا خدموا في مجلس النواب خلال الكونغرس الـ 115، لم يفز 104 على الأقل بإعادة انتخابه في عام 2018 ويمثل هذا ثالث أعلى معدل دوران في أي دورة انتخابية منذ عام 1974.

#### انتخابات خاصة
كان هناك ما مجموعه ثمانية انتخابات خاصة لمجلس النواب الأمريكي في عام 2018. أجريت هذه الانتخابات لملء الشواغر للفترة المتبقية من الكونغرس 115. نتيجة الانتخابات الخاصة التي أجريت قبل 6 نوفمبر، فاز الديمقراطيون بمكاسب صافية بمقعد واحد.
أجريت أربع انتخابات خاصة قبل 6 نوفمبر 2018:
- انتخابات خاصة في الدائرة الثامنة عشرة للكونغرس في ولاية بنسلفانيا بعد استقالة تيم مورفي (يمين)، التي أجريت في 13 مارس 2018 ؛ فاز بها كونور لامب (د).
- انتخابات خاصة في منطقة الكونجرس الثامن في ولاية أريزونا بعد استقالة ترينت فرانكس (يمين)، التي أجريت في 24 أبريل 2018 ؛ فاز بها ديبي ليسكو (على اليمين).
- انتخابات خاصة في الدائرة السابعة والعشرين للكونغرس في تكساس بعد استقالة بليك فارينتولد (يمين)، التي أجريت في 30 يونيو 2018 ؛ فاز بها مايكل كلاود (على اليمين).
- انتخابات خاصة في الدائرة الثانية عشرة للكونغرس في ولاية أوهايو بعد استقالة بات تيبيري (يمين)، التي أجريت في 7 أغسطس 2018 ؛ فاز بها تروي بالدرسون (يمين).

أجريت أربع انتخابات خاصة في 6 نوفمبر 2018، بالتزامن مع الانتخابات المقررة بانتظام:
- انتخابات خاصة في الدائرة 13 للكونغرس في ميشيغان بعد استقالة جون كونيرز (D)؛ فازت بها بريندا جونز (د).
- انتخابات خاصة في الدائرة السابعة للكونغرس في ولاية بنسلفانيا بعد استقالة بات ميهان (يمين)؛ فازت بها ماري جاي سكانلون (د).
- انتخابات خاصة في الدائرة الخامسة عشرة للكونغرس في ولاية بنسلفانيا بعد استقالة تشارلي دينت (يمين)؛ فازت بها سوزان وايلد (د).
- انتخابات خاصة في الدائرة الخامسة والعشرين للكونغرس في نيويورك بعد وفاة لويز سلوتر (ديمقراطية)؛ فاز بها جوزيف موريل (د).

## انتخابات الولايات

سيطرة حزبية على الولايات في انتخابات 2018
احتفظ الديموقراطيون بتريفيكتا
حصل الديموقراطيون على تريفيكتا
احتفظ الجمهوريون بتريفيكتا
حصل الجمهوريون على تريفيكتا
الحكومة منقسمة
إنشاء حكومة منقسمة
هيئة تشريعية غير حزبية رسميًا

عقدت الغالبية العظمى من الولايات انتخابات حاكمية أو تشريعية للولاية في عام 2018. ستؤثر انتخابات الولايات لعام 2018 على إعادة تقسيم الدوائر التي ستتبع تعداد الولايات المتحدة لعام 2020 حيث تكلف العديد من الولايات حكام الولايات ومشرعيها برسم حدود جديدة للمقاطعات التشريعية والكونغرسية في الولاية.

### انتخابات حكام الولايات
أجريت انتخابات لحكام 36 ولاية أمريكية وثلاث مناطق أمريكية بالإضافة إلى عمدة مقاطعة كولومبيا، وقد دافع الديمقراطيون عن كل مقعد سيطروا عليه قبل الانتخابات وحصلوا على سبع ولايات. وفازوا بمقاعد مفتوحة في ميشيغان ونيفادا وكانساس ونيو مكسيكو وماين، وهزموا الجمهوريين الحاليين في إلينوي وويسكونسن. كما حصلوا على المقعد المستقل في جزر فيرجن الأمريكية في انتخابات الإعادة التي أجريت في 20 نوفمبر 2018. كانت معظم انتصارات الديمقراطيين في الولايات ذات الميول الديمقراطية أو الولايات المتأرجحة. تقدم المرشحون الديمقراطيون على هيلاري كلينتون في ساوث داكوتا وأوكلاهوما وأيداهو وساوث كارولينا و«الولايات الحمراء» الأخرى التي منحت ترامب هوامش كبيرة في انتخابات 2016 الرئاسية، وكانت كانساس هي الولاية الوحيدة الحمراء لانتخاب حاكم ديمقراطي في عام 2018.
حصل الجمهوريون على المقعد المستقل في ألاسكا، وفاز الجمهوريون في الانتخابات في ولايات تنافسية ذات ميول ديمقراطية مثل أريزونا وأيوا وماساتشوستس وفيرمونت ونيو هامبشاير وماريلاند. كما فاز الحزب في الانتخابات التنافسية المفتوحة التي أجريت في فلوريدا وجورجيا وأوهايو. اختار الديمقراطيون حاكم غوام، لكن الحاكم الجمهوري الحالي لجزر ماريانا الشمالية فاز بإعادة انتخابه. 

### الانتخابات التشريعية

سيطرة حزبية على إعادة تقسيم الدوائر في الكونغرس بعد انتخابات 2018. لاحظ أن معظم الولايات ستجري انتخابات في عام 2020 قد تؤثر على السيطرة الحزبية على إعادة تقسيم الدوائر العشرية التي ستحدث قبل انتخابات 2022
سيطرة ديمقراطية
سيطرة جمهورية
انقسام أو سيطرة الحزبين
اللجنة المستقلة لإعادة تقسيم الدوائر
لا حاجة لإعادة تقسيم الدوائر

87 من أصل 99 مجلسًا تشريعيًا للولاية، في 46 ولاية - 6069 مقعدًا من أصل 7،383 مقعدًا تشريعيًا (82٪) - أجروا انتخابات مجدولة بانتظام. حيث أجرى كل مجلس تشريعي إقليمي باستثناء الجمعية التشريعية لبورتوريكو انتخابات لمجلس واحد على الأقل. وفي بعض المجالس التشريعية كانت جميع المقاعد متاحة للانتخاب لكن بعض الغرف ذات الفترات المتداخلة أجرت انتخابات لجزء فقط من المقاعد في المجلس.

قلب الديمقراطيون ما لا يقل عن 350 مقعدًا تشريعيًا في الولاية،  وحصلوا على معظم تلك المقاعد في الولايات حيث كانت نسبة تأييد الرئيس ترامب منخفضة نسبيًا. ست غرف - مجلس شيوخ كولورادو، نيو هامبشاير هاوس، نيو هامبشاير مجلس الشيوخ، مينيسوتا هاوس، مين مجلس الشيوخ ومجلس شيوخ ولاية نيويورك - انقلبت من سيطرة الجمهوريين إلى الديمقراطيين. بالإضافة إلى ذلك، تحول مجلس شيوخ ولاية كونيتيكت من الانقسام المتساوي إلى أغلبية ديمقراطية. حطم الديمقراطيون أيضًا الأغلبية التشريعية الجمهورية في نورث كارولينا،  ميشيغان وبنسلفانيا  واكتسبوا أغلبية تشريعية عظمى في مجلسي كاليفورنيا وإلينوي وأوريغون التشريعية.
حصل الديمقراطيون على trifecta (السيطرة على مكتب الحاكم وكلا المجلسين التشريعيين) في كولورادو وإلينوي وكونيتيكت وماين ونيو مكسيكو ونيويورك ونيفادا وكذلك في غوام وجزر فيرجن الأمريكية. خسر الجمهوريون تريفيكتاس في كانساس وميشيغان وويسكونسن ونيو هامبشاير. بعد الانتخابات كان للديمقراطيين 14 تريفيكتا، وللجمهوريين 21 تريفيكتا، و14 ولاية لديها حكومة منقسمة.  وأصبحت مينيسوتا الولاية الوحيدة التي يسيطر فيها كل حزب على مجلس واحد من المجلس التشريعي للولاية. وفي ألاسكا فاز الجمهوريون في انتخابات حاكم الولاية وشغلوا أغلبية المقاعد في مجلسي المجلس التشريعي للولاية، لكن ائتلافًا من المستقلين والديمقراطيين والجمهوريين انتخبوا المستقل بريس إدمون كرئيس لمجلس النواب في ألاسكا.
قدمت جميع الأحزاب مرشحين في سباقات أكثر من المعتاد. وارتفع عدد المرشحين الديمقراطيين إلى ما يقرب من 88٪ من السباقات في 2018 من 77٪ في 2014. غالبًا ما لا تتنافس الأحزاب في سباقات يكون فيها المرشح الحالي أو المرشح المفضل الآخر بهامش مرتفع جدًا في استطلاعات الرأي، من أجل تركيز الموارد على سباقات أكثر تنافسية مع فرص أكبر للنجاح ؛ ومع ذلك، يُنظر إلى زيادة عدد المرشحين على أنها وسيلة لدفع مشاركة الناخبين المحليين وزيادة عدد الأصوات في السباقات الأخرى الأكثر تنافسية على المستوى الأعلى. 
على الرغم من هذه المكاسب الديموقراطية، سيطر الحزب على ما مجموعه 37 مجلسا تشريعيا فقط في الولاية بعد الانتخابات، وعدد أقل بكثير من المجالس عما كان سيطر عليه قبل انتخابات 2010. عزا تيم ستوري من المؤتمر الوطني للمجالس التشريعية بالولاية استمرار هيمنة الجمهوريين على المجالس التشريعية للولايات جزئيًا إلى سيطرة الجمهوريين على إعادة تقسيم الدوائر في العديد من الولايات بعد عام 2010. احتفظ الجمهوريون بالسيطرة على مجلس النواب في ثلاث ولايات على الأقل (بنسلفانيا ونورث كارولينا وميتشيغان) على الرغم من أن غالبية الناخبين صوتوا لمرشح ديمقراطي لمجلس النواب. أشار الديموقراطيون في العديد من الولايات إلى أملهم في أن يكون 2018 جزءًا من «عملية من دورتين»، وتضع مكاسب 2018 الحزب على مسافة من السيطرة على المزيد من المجالس التشريعية للولايات في انتخابات 2020.

### انتخابات الولايات الأخرى
العديد من الولايات لديها مسؤولون منتخبون على مستوى الولاية بخلاف الحاكم، وتشمل هذه المناصب وزير الخارجية والمدعي العام وأمين الصندوق ومدقق الحسابات. حيث يمكن لهؤلاء المسؤولين لعب أدوار مهمة في وضع السياسات والإشراف على وظائف الدولة. وفي عام 2018 فاز الديمقراطيون بسباقات المحامين العامين في ميشيغان وويسكونسن ونيفادا وكولورادو والتي كان يشغلها جمهوريون. وبعد الانتخابات شغل الديمقراطيون 27 منصبًا من بين 50 منصبًا في منصب النائب العام في البلاد. كما فاز الديمقراطيون بالسيطرة على مكتب وزير الخارجية في ميشيغان وأريزونا وكولورادو على الرغم من أن الجمهوريين ما زالوا يشغلون أغلبية مناصب وزيرة الخارجية المنتخبين على الصعيد الوطني. ومن بين المكاتب الأخرى التي فاز الديمقراطيون بالسيطرة عليها في عام 2018، مراقب أريزونا للتعليم العام ، أمين صندوق ولاية مين ، مدقق ولاية أيوا، ومفوض فلوريدا للزراعة.

### إجراءات الاقتراع

تم تمرير اقتراح توسيع برنامج Medicaid
تم تنفيذ أو تمرير توسع Medicaid مسبقًا
لا يوجد توسع في Medicaid

تم التصويت على إجمالي 157 إجراء اقتراع في 34 ولاية، وتشمل هذه المبادرات إصلاح إعادة تقسيم الدوائر وحقوق التصويت والماريجوانا والبنية التحتية والرعاية الصحية والضرائب.
نتيجة لإجراءات الاقتراع الناجحة أنشأت كولورادو وميشيغان ويوتا  لجانًا مستقلة لإعادة تقسيم الدوائر بينما وسعت نبراسكا ويوتا وأيداهو الوصول إلى ميديكيد. وافق ناخبو فلوريدا على تعديل فلوريدا 4، الذي أعاد حقوق التصويت لبعض المجرمين الذين قضوا مدة عقوبتهم  وحظر التنقيب في الخارج، والتدخين الإلكتروني في أماكن العمل الداخلية، ومؤسسات القمار المتعلقة بسباق الكلاب. وافقت نيفادا وميتشيغان على التسجيل التلقائي للناخبين، ووسعت ميشيغان التصويت الغيابي. ووافقت ولاية ماريلاند على تسجيل الناخبين في نفس اليوم، مما سمح للناخبين بالتسجيل في وقت متأخر حتى يوم الانتخابات. في أركنساس ونورث كارولينا، تمت الموافقة على إجراءات اقتراع هوية الناخب. وافق ناخبو ميشيغان وميسوري ويوتا على مقترحات الماريجوانا، مع موافقة ميشيغان على الماريجوانا الترفيهية وميسوري للماريجوانا الطبية. وافق الناخبون في ولاية يوتا أيضًا على الماريجوانا الطبية، على الرغم من أن المشرعين في ولاية يوتا تراجعوا في وقت لاحق عن بعض أحكام الإجراء. وصوت ناخبو داكوتا الشمالية ضد اقتراح لإضفاء الشرعية على الماريجوانا الترفيهية. في ولاية كاليفورنيا، رفض الناخبون إلغاء قانون إصلاح الطرق والمحاسبة لعام 2017، الذي زاد من ضرائب الوقود ورسوم ترخيص المركبات لتمويل تحسينات البنية التحتية. على الصعيد الوطني تم تمرير 96 إجراء اقتراع للنقل بقيمة حوالي 30.68 مليار دولار على مستوى الولاية والمستوى المحلي في يوم الانتخابات - وفشل 41 إجراء اقتراع متعلق بالنقل.

## الانتخابات المحلية

### انتخابات رئاسة البلدية
فاز المرشحون الحاليون في الانتخابات البلدية التي أجريت في المدن الكبرى بما في ذلك:
- أنكوريج، ألاسكا ( إيثان بيركوفيتز )
- أوستن، تكساس ( ستيف أدلر )
- أوكلاند، كاليفورنيا ( ليبي شاف )
- بروفيدنس، رود آيلاند ( خورخي إلورزا )
- واشنطن العاصمة ( موريل باوزر )

وأعيد انتخاب رؤساء بلدية مقاطعة كولومبيا وأوكلاند الأول مرة منذ عام 2002.
كما أعيد انتخاب رؤساء البلديات الحاليين:
- تشيسابيك، فيرجينيا (ريتشارد ويست)
- شولا فيستا، كاليفورنيا ( ماري سالاس )
- ايرفين، كاليفورنيا ( دونالد ب. فاغنر )
- لونج بيتش، كاليفورنيا ( روبرت جارسيا )
- لويزفيل، كنتاكي ( جريج فيشر )
- لوبوك، تكساس ( دان بوب )
- نيوار، نيو جيرسي ( رأس بركا )
- رينو، نيفادا ( هيلاري شيفي )
- سان خوسيه، كاليفورنيا ( سام ليكاردو )
- وسانتا آنا، كاليفورنيا (ميغيل بوليدو).

في سان برناردينو بكاليفورنيا هزم جون فالديفيا رئيس البلدية الحالي آر. كاري ديفيس. وفازت المقاعد المفتوحة في أنهايم، كاليفورنيا ( هاري سيدو ) ؛ تشاندلر، أريزونا (كيفن هارتكي) ؛ جارلاند، تكساس (لوري بارنيت دودسون) ؛ وترينتون ، نيو جيرسي ( ريد جوسيورا ).
وفي أوكلاهوما سيتي كان ديفيد هولت، وهو عضو في أمة الاوساج أول أمريكي أصلي يتم انتخابه عمدة.
لم تسفر انتخابات البلدية في نوفمبر 2018 في فينيكس أريزونا، وكوربوس كريستي ولاريدو، تكساس، وكذلك ليتل روك، أركنساس، عن أي مرشح يحصل على غالبية الأصوات  وبعدها فاز فرانك سكوت جونيور في جولة الإعادة في ديسمبر 2018 ليصبح أول عمدة أمريكي من أصل أفريقي منتخب لتل روك. في تكساس، فاز شاغلو المناصب في سباقات الإعادة في لاريدو ( بيت ساينز )  وكوربوس كريستي ( جو ماكومب ). عُقدت جولة الإعادة في بلدية فينيكس في مارس 2019.
على الرغم من أن معظم المكاتب المحلية غير حزبية ولكن عند النظر في تحديد الحزب لأصحاب المناصب حصل الجمهوريون المسجلون على منصبين رئيسيين خلال عام 2018. وفازت ليندا جورتون بمقعد شغله ديمقراطي سابقًا في ليكسينغتون، كنتاكي، وفاز بوب داير بمقعد كان يشغله سابقًا مستقل في فيرجينيا بيتش، فيرجينيا. بعد انتخابات نوفمبر، يشغل الديمقراطيون المسجلون 60 منصبًا لبلدية (1) في أكبر 100 مدينة في الولايات المتحدة، ويحتفظ الجمهوريون المسجلون بـ 28 (+2) والمستقلون يشغلون 7 (-1).

#### انتخابات خاصة
تم إجراء انتخابات بلدية غير حزبية في عام 2018:
- انتخابات خاصة في ناشفيل، تينيسي بعد استقالة العمدة ميغان باري، التي أجريت في 24 مايو 2018 ؛ فاز بها ديفيد بريلي.
- الانتخابات الخاصة في سان فرانسيسكو، كاليفورنيا بعد وفاة العمدة إد لي، التي أجريت في 5 يونيو 2018 ؛ فازت بها London Breed .

### الانتخابات والاستفتاءات المحلية الأخرى
- واشنطن العاصمة أعيد انتخاب الديموقراطي مايكل د. براون سيناتور الظل وفرانكلين جارسيا كممثل للظل، وهي مكاتب مكلفة بممارسة الضغط على الكونغرس لإقامة دولة في العاصمة .[76]
- أيضًا خلال الانتخابات التمهيدية في واشنطن العاصمة في 19 يونيو / حزيران وافق الناخبون على المبادرة 77 التي ستلغي تدريجياً إعفاء الحد الأدنى للأجور للموظفين الذين يتلقون إكرامية .[77] قام مجلس DC بعد ذلك بإلغاء المبادرة.[78]
- في أنكوراج، ألاسكا تم هزيمة اقتراح البلدية 1 وهي مبادرة قائمة على عريضة للحد من الوصول إلى الحمامات وغرف خلع الملابس على أساس الجنس البيولوجي.[79]
- سعت مبادرتان للمواطن على الأقل إلى تغيير طريقة انتخاب المرشحين في انتخابات محلية غير حزبية بنتائج متباينة في عام 2018. في فارجو، داكوتا الشمالية، وافق الناخبون على استخدام تصويت الموافقة [80] بينما في مقاطعة لين ، رفض الناخبون في ولاية أوريغون استخدام تصويت STAR .[81] رفض الناخبون في ممفيس بولاية تينيسي استفتاءين سعيا إلى إلغاء استخدام التصويت الفوري في انتخابات المدينة، والتي من المقرر أن تبدأ في عام 2019.[82]
- في لينكولن، نبراسكا، وافق الناخبون على تعديل حدود المدة لميثاق المدينة، ومنع رئيس البلدية الحالي كريس بوتلر من الترشح لإعادة انتخابه.[83]

أجرى العديد من القبائل الأمريكية الأصلية البارزة انتخابات لشغل مناصب قيادية قبلية عليا خلال عام 2018.
الأوساج الأمة الرئيسي رئيس جيفري الدائمة الدب،  سان كارلوس أباتشي أمة قبلي رئيس تيري قائمة Rambler،  وLumbee القبيلة ولاية كارولينا الشمالية القبلية رئيس هارفي غودوين الابن  كانت كلها إعادة انتخابه لمدد الثانية. أعيد انتخاب رئيس قبيلة Penobscot Nation Kirk Francis لولاية خامسة.

## انتخابات قيادة الحزب
- أعيد انتخاب تروي برايس رئيسًا للحزب الديمقراطي في ولاية أيوا .
- أعيد انتخاب مايك ماديجان رئيسًا لحزب إلينوي الديمقراطي .

## التحول

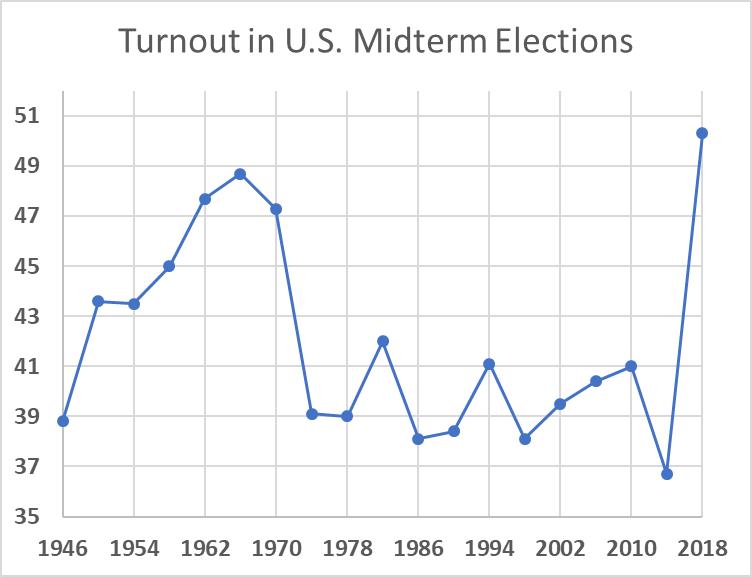
إقبال الناخبين المؤهلين للتصويت في انتخابات التجديد النصفي التي أجريت منذ عام 1945

صوّت ما مجموعه 50.3 في المائة من الناخبين المؤهلين في عام 2018، مقارنة بنسبة إقبال بلغت 36.7 في المائة فقط من الناخبين المؤهلين في عام 2014. وقد شهدت انتخابات 2018 أعلى نسبة مشاركة في أي انتخابات منتصف المدة التي أجريت منذ انتخابات عام 1914 . حيث سجلت 23 ولاية زيادات من رقمين في المائة مقارنة بمتوسط الإقبال على الانتخابات النصفية التي أجريت بين عامي 1982 و2014. وشهدت جورجيا أكبر زيادة مقارنة بمتوسط منتصف المدة 1982-2014. وكانت نسبة المشاركة 55٪ أعلى بواقع 21 نقطة. وبلغت نسبة المشاركة في ولاية تكساس 46 في المائة والتي كانت أعلى بـ 14 نقطة.
قدر مشروع الانتخابات في الولايات المتحدة أن 40 مليون ناخب مبكر أدلوا بأصواتهم قبل يوم الانتخابات محطمين بذلك الرقم القياسي لعدد الأصوات المبكرة. أفادت بعض الولايات مثل تكساس ونيفادا أن المسؤولين تلقوا عددًا من الاقتراع المبكر أكثر من العدد الإجمالي للأوراق التي تمت معالجتها في انتخابات التجديد النصفي لعام 2014 .

## السجلات والأولويات

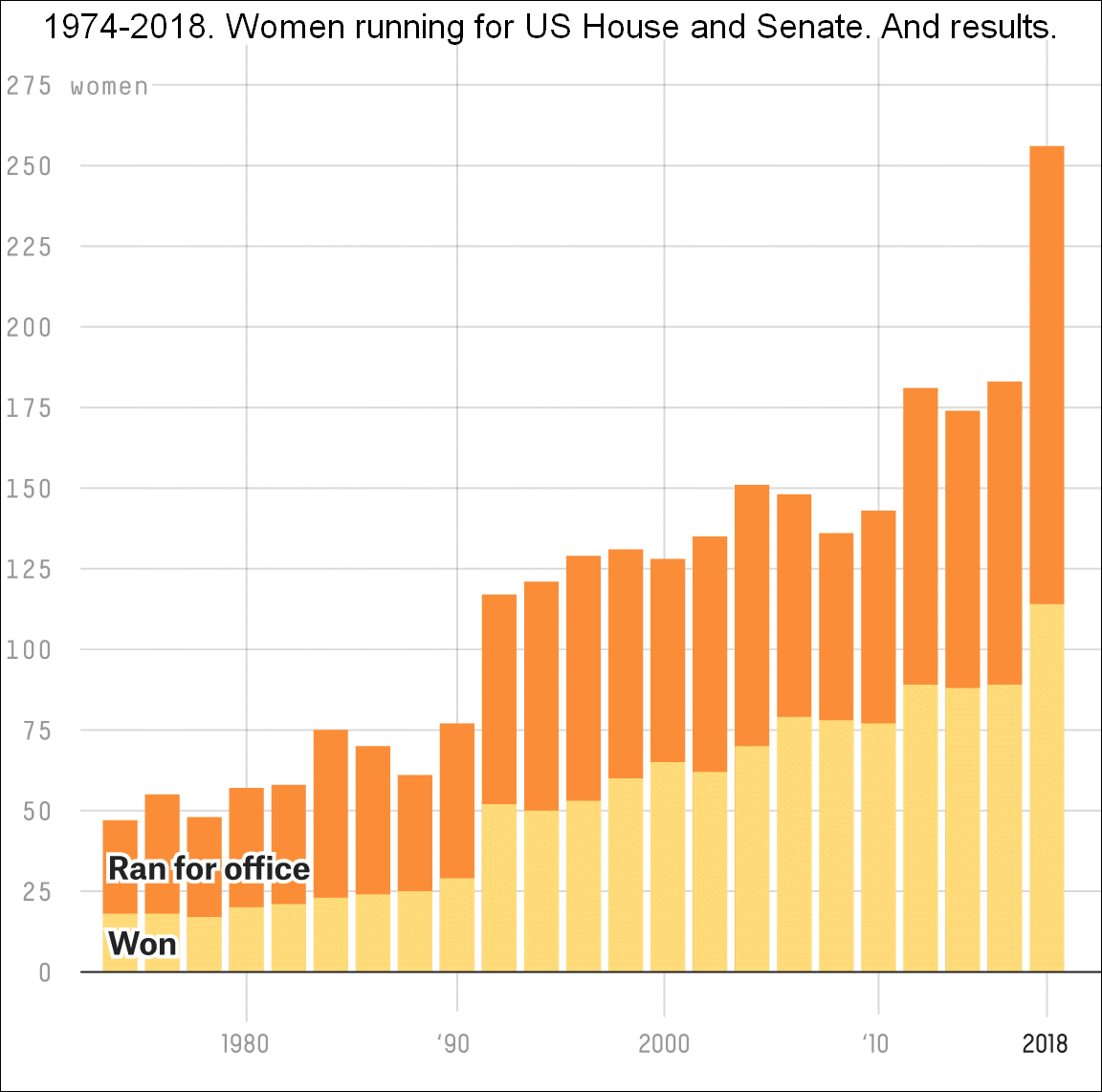
عدد النساء اللواتي سعين وفازن في انتخابات الكونغرس في كل دورة انتخابية من 1974 إلى 2018.

تم إنفاق 5.7 مليار دولار في انتخابات 2018 لانتخابات مجلسي النواب والشيوخ، وهي أغلى سباق منتصف المدة على الإطلاق. وكان السباق المنفرد الأغلى كان حملة فلوريدا لمجلس الشيوخ الأمريكي، حيث أنفق المرشحون والمجموعات الخارجية 209 ملايين دولار لدعم أو معارضة المرشح الديمقراطي بيل نيلسون والمرشح الجمهوري ريك سكوت الذي أنفق أكثر من 63 مليون دولار من ثروته الشخصية على ترشيحه.

## الخلافات حول الاقتراع وإعادة الفرز

### أريزونا
في ولاية أريزونا، تم التوصل إلى تسوية قضائية في 9 نوفمبر بين الديمقراطيين والجمهوريين بعد أن رفع الجمهوريون دعوى قضائية في 7 نوفمبر لمحاولة منع مقاطعتي ماريكوبا وبيما من استخدام الإجراءات التي تسمح بإجراء إصلاحات الاقتراع عبر البريد بعد يوم الانتخابات.
أعطت التسوية جميع المقاطعات حتى 14 نوفمبر لمعالجة مشاكل الاقتراع لسباق مجلس الشيوخ في الولاية. في النهاية، تنازلت المرشحة الجمهورية مارثا مكسالي عن السباق.

### فلوريدا
صدرت أوامر بإعادة فرز الأصوات في انتخابات مجلس الشيوخ والحاكم ومفوض الزراعة في فلوريدا في 10 نوفمبر / تشرين الثاني بعد أن اعتُبرت الفرز من 67 مقاطعة قريبة جدًا من الدعوة. وبسبب أمر إعادة الفرز سحب المرشح الديمقراطي أندرو جيلوم تنازله السابق للمرشح الجمهوري رون ديسانتيس. وفي المجموع تم رفع ثماني دعاوى قضائية في الأيام التي تلت 7 نوفمبر. وبعد إجراء عمليات إعادة فرز الأصوات لكل سباق تنازل المرشحون الديمقراطيون لمجلس الشيوخ والحاكم والمرشح الجمهوري لمفوض الزراعة بين 17 نوفمبر و19 نوفمبر. وفي 19 نوفمبر أعلنت بريندا سنايبس، المشرفة على الانتخابات في مقاطعة بروارد بولاية فلوريدا استقالتها من منصبها، اعتبارًا من 4 يناير 2019 بعد أن أدى التدقيق الوطني إلى إدانة واسعة النطاق من قبل الجمهوريين.

### جورجيا
في جورجيا أصدر قاض أمرًا تقييديًا مؤقتًا بشأن نتائج مقاطعة دوتي في 9 نوفمبر حيث تم إعادة توجيه بعض بطاقات الاقتراع الغيابية البالغ عددها 14000 عبر تالاهاسي بسبب إعصار مايكل مما أدى إلى تأخير مكتب انتخابات المقاطعة الذي يصدق على نتائجه. وفي 17 نوفمبر / تشرين الثاني، صادق وزير خارجية جورجيا روبين كريتندن على نتيجة الانتخابات بعد يوم من انتهاء صلاحية الأمر التقييدي.
قبل الانتخابات كانت هناك مزاعم بقمع الناخبين أثيرت في جورجيا، وكذلك الاحتجاج على أن المرشح براين كيمب لم يستقيل من منصبه كوزير للخارجية الذي أشرف على الانتخابات. وفي 12 تشرين الثاني (نوفمبر) رفعت المرشحة الديموقراطية لمنصب الحاكم ستايسي أبرامز دعوى قضائية لمنع مقاطعتين من رفض الاقتراع الغيابي بأخطاء بسيطة مثل إذا تحرك أحد الناخبين ولم يغير عنوانه. خلال خطاب الامتياز في 16 نوفمبر أعلنت أبرامز عن خططها لرفع دعوى قضائية فيدرالية تتحدى الطريقة التي تجري بها انتخابات الولاية. وزعمت أن كيمب استخدم منصبه كوزير للخارجية ومكتبه لتطهير قوائم الناخبين غير النشطين بقوة وفرض سياسة «المطابقة التامة» للتحقق من هويات الناخبين التي تركت العديد من الناخبين في طي النسيان وتدابير أخرى لقلب نتائج الانتخابات. محاباة.

## التدخل الأجنبي
في يوليو 2018 زعمت السناتور الديمقراطي كلير ماكاسكيل أن المتسللين الروس حاولوا دون جدوى اقتحام حساب بريدها الإلكتروني في مجلس الشيوخ،  وفي الشهر التالي أفادت NPR أن السناتور الديمقراطي جين شاهين من نيو هامبشاير أبلغت مكتب التحقيقات الفيدرالي بمحاولات عديدة للتغلب على حملتها  بما في ذلك محاولات التصيد بالرمح على موظفيها وحادث مقلق حيث اتصل شخص ما بمكاتبها «ينتحل شخصية مسؤول لاتفي، يحاول لعقد اجتماع للحديث حول العقوبات الروسية وعن أوكرانيا». وقد أدرجت معارضتها للعدوان الروسي ودعمها للعقوبات على القائمة السوداء الرسمية الروسية. في 8 أغسطس 2018، قال السيناتور الأمريكي بيل نيلسون من ولاية فلوريدا أن نشطاء روس قد اخترقوا بعض النظم الانتخابية في ولاية فلوريدا،  وعلى الرغم من انه تعرض لانتقادات من قبل غلين كيسلر مدقق الحقائق في واشنطن بوست عن تقديم أي دليل على القرصنة الروسية. في عام 2019 خلص تحقيق المستشار الخاص روبرت مولر بشأن التدخل الروسي في انتخابات عام 2016 إلى أنه تم اختراق «مقاطعة فلوريدا واحدة على الأقل» بنجاح، وقال الحاكم رون ديسانتيس إن قواعد بيانات الناخبين في مقاطعتين تم اختراقها بنجاح.
في 22 ديسمبر 2018 أفادت شركة Coats بأنه لا يوجد دليل على التلاعب في الأصوات ولكن استمرت «عمليات التأثير». «النشاط الذي رأيناه كان متسقًا مع ما شاركناه في الأسابيع التي سبقت الانتخابات. قامت روسيا ودول أجنبية أخرى، بما في ذلك الصين وإيران، بأنشطة تأثير وحملات رسائل استهدفت الولايات المتحدة لتعزيز مصالحها الاستراتيجية». في نفس الشهر ذكرت صحيفة بوليتيكو أن لجنة الكونغرس الوطني للحزب الجمهوري تعرضت للاختراق، على الرغم من أنه لم يكن واضحًا أي مجموعة كانت مسؤولة عن خرق البيانات.
ذكرت صوت أمريكا في أبريل 2020 أن «وكالات المخابرات الأمريكية توصلت إلى أن المتسللين الصينيين تدخلوا في انتخابات 2016 و2018».
في أوائل عام 2018 أبلغت ست وكالات استخبارات أمريكية بالإجماع عن استنتاجها  بأن الموظفين الروس كانوا يراقبون الأنظمة الانتخابية الأمريكية ويروجون لأسباب حزبية على وسائل التواصل الاجتماعي،  حيث صرح دان كوتس مدير المخابرات الوطنية خلال شهادته أمام الكونجرس أن «الولايات المتحدة [كانت] تتعرض للهجوم» من الجهود الروسية للتأثير على نتائج الانتخابات. وحذر وزير خارجية الولايات المتحدة مايك بومبيو في جلسة استماع للجنة من أن الحكومة الفيدرالية لم تكن محمية بشكل كاف من التدخل الروسي في انتخابات التجديد النصفي لعام 2018، قائلاً: «لن يصرح أي مسؤول حكومي مسؤول على الإطلاق أنهم فعلوا ما يكفي لإحباط أي هجوم على الولايات المتحدة الامريكيه». في قمة يوليو 2018 بين روسيا والولايات المتحدة قلل الرئيس ترامب من أهمية استنتاجات مجتمع المخابرات الأمريكية مشيرًا إلى أنه يعتقد أن الرئيس الروسي فلاديمير بوتين ينفي بشكل متكرر التدخل في الانتخابات الأمريكية. واتهم ترامب الصين في وقت لاحق بالتدخل في انتخابات التجديد النصفي الأمريكية مؤكدًا أنهم «لا يريدونني أو فوزنا» بسبب فرضه تعريفات جمركية على البضائع الصينية. في أغسطس 2018 أعلن كريستوفر وراي مدير مكتب التحقيقات الفدرالي في مؤتمر صحفي بالبيت الأبيض أن روسيا تتدخل بنشاط في انتخابات 2018.

## التداعيات وردود الأفعال
منح الاستيلاء الديمقراطي على مجلس النواب للحزب القدرة على منع التشريع الجمهوري في الكونغرس الـ116 للولايات المتحدة الذي سيجتمع في الفترة من يناير 2019 إلى يناير 2021. كما منح الاستحواذ الديمقراطيين السيطرة على لجان الكونغرس إلى جانب السلطة المصاحبة لإصدار مذكرات استدعاء وإجراء التحقيقات. منحت سيطرة الجمهوريين المستمرة على مجلس الشيوخ الفرصة للحزب الجمهوري لتأكيد مرشحي الرئيس ترامب دون دعم ديمقراطي. خلال الكونغرس الـ116 أقر مجلس الشيوخ الذي يسيطر عليه الجمهوريون العديد من القضاة المعينين من قبل ترامب، بما في ذلك قاضية المحكمة العليا آمي كوني باريت.
بعد الانتخابات وعلى الرغم من سيطرة الديمقراطيين على مجلس النواب ادعى الرئيس ترامب أنه حقق «نصرًا كبيرًا». وأشار إلى أنه يتطلع إلى «وضع جميل من الحزبين» لكنه وعد باتخاذ «موقف حربي» إذا بدأ الديمقراطيون في مجلس النواب تحقيقات على أنها هجمات على إدارته. أكدت زعيمة الأقلية في مجلس النواب نانسي بيلوسي أن حزبها حقق مكاسب بسبب رغبة الناخبين في «[استعادة] ضوابط وتوازنات الدستور لإدارة ترامب». وقال تشاك شومر زعيم الأقلية في مجلس الشيوخ إن الديمقراطيين في مجلس الشيوخ أداؤوا «أفضل بكثير مما كان متوقعا» في دورة انتخابية صعبة. وقال زعيم الأغلبية في مجلس الشيوخ ميتش مكونيل إن يوم الانتخابات «يوم جيد جدا» لحزبه.
وُصفت الانتخابات على نطاق واسع بأنها انتخابات «الموجة الزرقاء». وفي نهاية ليلة الانتخابات بدت المكاسب الديموقراطية في مجلس النواب متواضعة وتراجع المرشحون الديمقراطيون في سباقات مجلس الشيوخ في أريزونا ومونتانا وبدا أنهم على استعداد لخسارة ما يصل إلى أربعة مقاعد في مجلس الشيوخ، مما دفع بعض وسائل الإعلام إلى وصف الانتخابات. على أنه «قرار منقسم» في حين وصفته منافذ أخرى بأنه «موجة زرقاء». ومع ذلك خلال الأيام والأسابيع التالية فاز الديمقراطيون بعدة مقاعد في مجلس النواب وفازوا في انتخابات مجلس الشيوخ في أريزونا ومونتانا، مما أدى إلى إعادة تقييم التحليلات الأولية التي أجريت في ليلة الانتخابات. بعد أسبوع واحد من الانتخابات، ناثانيل Rakich من FiveThirtyEight قال أن الانتخابات كانت «بأي معيار من المعايير التاريخية، موجة زرقاء». بعد أسبوعين من الانتخابات كتب نيت سيلفر من موقع FiveThirtyEight الإلكتروني : «لا ينبغي أن يكون هناك الكثير من التساؤلات حول ما إذا كان عام 2018 عبارة عن انتخابات موجزة. بالطبع كانت موجة». كان ثالث أكبر تغيير في منتصف المدة لمقاعد أي من الحزبين في مجلس النواب في حقبة ما بعد ووترغيت، وأكبر مكسب ديمقراطي للبيت منذ عام 1974. في أوهايو ونورث كارولينا، فشل الديمقراطيون في الحصول على مقعد واحد على الرغم من فوزهم بما يقرب من نصف الأصوات. بينما فاز الديمقراطيون بما يقرب من نصف الأصوات في أوهايو، إلا أنهم فازوا بربع انتخابات مجلس النواب. أكدت صحيفة نيويورك تايمز أن التلاعب في توزيع الدوائر الانتخابية قد أثر على نتائج السباقات في تلك الولايات. حقق الديمقراطيون أيضًا من بين أكبر المكاسب في مقاعد مجلس النواب في ولاية بنسلفانيا، حيث ألغت المحكمة العليا للولاية خريطة شديدة التلاعب في الدوائر الانتخابية لصالح الجمهوريين.
وجدت الأبحاث أن الجمهوريين الذين صوتوا لإلغاء قانون الرعاية الميسرة حصلوا على حصص تصويت أقل في انتخابات 2018. وتظهر الدراسات أيضًا أن تنفيذ ترامب للتعريفات الجمركية التي أثرت سلبًا على الاقتصاد الأمريكي أثرت سلبًا على نتائج الجمهوريين في انتخابات 2018. وكانت العنصرية والتمييز الجنسي مؤشرا أقوى على التصويت في مجلس النواب مما كان عليه في انتخابات عام 2016 حيث تحول الناخبون الأقل تحيزًا ضد المرأة والعنصرية من الحزب الجمهوري إلى الحزب الديمقراطي.

## النتائج
يوضح هذا الجدول النتائج الحزبية التشريعية في الكونغرس وحكام الولايات التي عقدت في كل الولايات والأقاليم في عام 2018. ولاحظ أنه لم تجر جميع الولايات والأقاليم انتخابات حاكم الولاية والتشريعية وانتخابات مجلس الشيوخ في الولايات المتحدة في 2018 - لا تنتخب الأقاليم وواشنطن العاصمة أعضاء مجلس الشيوخ الأمريكي.
تنتخب كل من واشنطن العاصمة والأقاليم الخمسة المأهولة عضوًا واحدًا غير مصوت في مجلس النواب الأمريكي. المجلس التشريعي أحادي المجلس في نبراسكا والحاكم والمجلس التشريعي لساموا الأمريكية غير حزبية رسميًا. كانت عدة مقاعد في مجلس النواب شاغرة وقت الانتخابات.
| Subdivision and PVI   | Subdivision and PVI      | قبل انتخابات 2018 | قبل انتخابات 2018 | قبل انتخابات 2018 | قبل انتخابات 2018 | بعد انتخابات 2018 | بعد انتخابات 2018 | بعد انتخابات 2018 | بعد انتخابات 2018  | بعد انتخابات 2018 |
| التقسيم               | مؤشر طبخ التصويت الحزبي ‏ | الحاكم            | مجلس نواب الولاية | الكونغرس ‏         | مجلس النواب       | الحاكم            | مجلس نواب الولاية | الكونغرس ‏         | مجلس النواب ‏       |                   |
| --------------------- | ------------------------ | ----------------- | ----------------- | ----------------- | ----------------- | ----------------- | ----------------- | ----------------- | ------------------ | ----------------- |
| ألاباما               | R+14                     | جمهوريون          | جمهوريون          | منقسم             | جمهوريون 6–1      | جمهوريون          | جمهوريون          | منقسم             | جمهوريون 6–1       |                   |
| ألاسكا                | R+9                      | Ind               | منقسم             | جمهوريون          | جمهوريون 1–0      | جمهوريون          | منقسم             | جمهوريون          | جمهوريون 1–0       |                   |
| أريزونا               | R+5                      | جمهوريون          | جمهوريون          | جمهوريون          | جمهوريون 5–4      | جمهوريون          | جمهوريون          | Split             | ديمقراطيون 5–4     |                   |
| أركنساس               | R+15                     | جمهوريون          | جمهوريون          | جمهوريون          | جمهوريون 4–0      | جمهوريون          | جمهوريون          | جمهوريون          | جمهوريون 4–0       |                   |
| كاليفورنيا            | D+12                     | ديمقراطيون        | ديمقراطيون        | ديمقراطيون        | ديمقراطيون 39–14  | ديمقراطيون        | ديمقراطيون        | ديمقراطيون        | ديمقراطيون 46–7    |                   |
| كولورادو              | D+1                      | ديمقراطيون        | منقسم             | منقسم             | جمهوريون 4–3      | ديمقراطيون        | ديمقراطيون        | منقسم             | ديمقراطيون 4–3     |                   |
| كونيتيكت              | D+6                      | ديمقراطيون        | منقسم             | ديمقراطيون        | ديمقراطيون 5–0    | ديمقراطيون        | ديمقراطيون        | ديمقراطيون        | ديمقراطيون 5–0     |                   |
| ديلاوير               | D+6                      | ديمقراطيون        | ديمقراطيون        | ديمقراطيون        | ديمقراطيون 1–0    | ديمقراطيون        | ديمقراطيون        | ديمقراطيون        | ديمقراطيون 1–0     |                   |
| فلوريدا               | R+2                      | جمهوريون          | جمهوريون          | منقسم             | جمهوريون 15–11    | جمهوريون          | جمهوريون          | جمهوريون          | جمهوريون 14–13     |                   |
| جورجيا                | R+5                      | جمهوريون          | جمهوريون          | جمهوريون          | جمهوريون 10–4     | جمهوريون          | جمهوريون          | جمهوريون          | جمهوريون 9–5       |                   |
| هاواي                 | D+18                     | ديمقراطيون        | ديمقراطيون        | ديمقراطيون        | ديمقراطيون 2–0    | ديمقراطيون        | ديمقراطيون        | ديمقراطيون        | ديمقراطيون 2–0     |                   |
| أيداهو                | R+19                     | جمهوريون          | جمهوريون          | جمهوريون          | جمهوريون 2–0      | جمهوريون          | جمهوريون          | جمهوريون          | جمهوريون 2–0       |                   |
| إلينوي                | D+7                      | جمهوريون          | ديمقراطيون        | ديمقراطيون        | ديمقراطيون 11–7   | ديمقراطيون        | ديمقراطيون        | ديمقراطيون        | ديمقراطيون 13–5    |                   |
| إنديانا               | R+9                      | جمهوريون          | جمهوريون          | منقسم             | جمهوريون 7–2      | جمهوريون          | جمهوريون          | جمهوريون          | جمهوريون 7–2       |                   |
| آيوا                  | R+3                      | جمهوريون          | جمهوريون          | جمهوريون          | جمهوريون 3–1      | جمهوريون          | جمهوريون          | جمهوريون          | ديمقراطيون 3–1     |                   |
| كانساس                | R+13                     | جمهوريون          | جمهوريون          | جمهوريون          | جمهوريون 4–0      | ديمقراطيون        | جمهوريون          | جمهوريون          | جمهوريون 3–1       |                   |
| كنتاكي                | R+15                     | جمهوريون          | جمهوريون          | جمهوريون          | جمهوريون 5–1      | جمهوريون          | جمهوريون          | جمهوريون          | جمهوريون 5–1       |                   |
| لويزيانا              | R+11                     | ديمقراطيون        | جمهوريون          | جمهوريون          | جمهوريون 5–1      | ديمقراطيون        | جمهوريون          | جمهوريون          | جمهوريون 5–1       |                   |
| مين                   | D+3                      | جمهوريون          | منقسم             | Split R/I         | منقسم 1–1         | ديمقراطيون        | ديمقراطيون        | Split R/I         | ديمقراطيون 2–0     |                   |
| ماريلند               | D+12                     | جمهوريون          | ديمقراطيون        | ديمقراطيون        | ديمقراطيون 7–1    | جمهوريون          | ديمقراطيون        | ديمقراطيون        | ديمقراطيون 7–1     |                   |
| ماساتشوستس            | D+12                     | جمهوريون          | ديمقراطيون        | ديمقراطيون        | ديمقراطيون 9–0    | جمهوريون          | ديمقراطيون        | ديمقراطيون        | ديمقراطيون 9–0     |                   |
| ميشيغان               | D+1                      | جمهوريون          | جمهوريون          | ديمقراطيون        | جمهوريون 9–4      | ديمقراطيون        | جمهوريون          | ديمقراطيون        | منقسم 7–7          |                   |
| مينيسوتا              | D+1                      | ديمقراطيون        | جمهوريون          | ديمقراطيون        | ديمقراطيون 5–3    | ديمقراطيون        | منقسم             | ديمقراطيون        | ديمقراطيون 5–3     |                   |
| مسيسيبي               | R+9                      | جمهوريون          | جمهوريون          | جمهوريون          | جمهوريون 3–1      | جمهوريون          | جمهوريون          | جمهوريون          | جمهوريون 3–1       |                   |
| ميزوري                | R+9                      | جمهوريون          | جمهوريون          | منقسم             | جمهوريون 6–2      | جمهوريون          | جمهوريون          | جمهوريون          | جمهوريون 6–2       |                   |
| مونتانا               | R+11                     | ديمقراطيون        | جمهوريون          | منقسم             | جمهوريون 1–0      | ديمقراطيون        | جمهوريون          | منقسم             | جمهوريون 1–0       |                   |
| نبراسكا               | R+14                     | جمهوريون          | NP                | جمهوريون          | جمهوريون 3–0      | جمهوريون          | NP                | جمهوريون          | جمهوريون 3–0       |                   |
| نيفادا                | D+1                      | جمهوريون          | ديمقراطيون        | منقسم             | ديمقراطيون 3–1    | ديمقراطيون        | ديمقراطيون        | ديمقراطيون        | ديمقراطيون 3–1     |                   |
| نيوهامبشير            | Even                     | جمهوريون          | جمهوريون          | ديمقراطيون        | ديمقراطيون 2–0    | جمهوريون          | ديمقراطيون        | ديمقراطيون        | ديمقراطيون 2–0     |                   |
| نيوجيرسي              | D+7                      | ديمقراطيون        | ديمقراطيون        | ديمقراطيون        | ديمقراطيون 7–5    | ديمقراطيون        | ديمقراطيون        | ديمقراطيون        | ديمقراطيون 11–1    |                   |
| نيومكسيكو             | D+3                      | جمهوريون          | ديمقراطيون        | ديمقراطيون        | ديمقراطيون 2–1    | ديمقراطيون        | ديمقراطيون        | ديمقراطيون        | ديمقراطيون 3–0     |                   |
| New York              | D+11                     | ديمقراطيون        | منقسم             | ديمقراطيون        | ديمقراطيون 17–9   | ديمقراطيون        | ديمقراطيون        | ديمقراطيون        | ديمقراطيون 21–6    |                   |
| كارولاينا الشمالية    | R+3                      | ديمقراطيون        | جمهوريون          | جمهوريون          | جمهوريون 10–3     | ديمقراطيون        | جمهوريون          | جمهوريون          | جمهوريون 9–3       |                   |
| داكوتا الشمالية       | R+17                     | جمهوريون          | جمهوريون          | منقسم             | جمهوريون 1–0      | جمهوريون          | جمهوريون          | جمهوريون          | جمهوريون 1–0       |                   |
| أوهايو                | R+3                      | جمهوريون          | جمهوريون          | منقسم             | جمهوريون 12–4     | جمهوريون          | جمهوريون          | منقسم             | جمهوريون 12–4      |                   |
| أوكلاهوما             | R+20                     | جمهوريون          | جمهوريون          | جمهوريون          | جمهوريون 4–0      | جمهوريون          | جمهوريون          | جمهوريون          | جمهوريون 4–1       |                   |
| أوريغون               | D+5                      | ديمقراطيون        | ديمقراطيون        | ديمقراطيون        | ديمقراطيون 4–1    | ديمقراطيون        | ديمقراطيون        | ديمقراطيون        | ديمقراطيون 4–1     |                   |
| بنسيلفانيا            | Even                     | ديمقراطيون        | جمهوريون          | منقسم             | جمهوريون 12–6     | ديمقراطيون        | جمهوريون          | منقسم             | منقسم 9–9          |                   |
| رود آيلاند            | D+10                     | ديمقراطيون        | ديمقراطيون        | ديمقراطيون        | ديمقراطيون 2–0    | ديمقراطيون        | ديمقراطيون        | ديمقراطيون        | ديمقراطيون 2–0     |                   |
| كارولاينا الجنوبية    | R+8                      | جمهوريون          | جمهوريون          | جمهوريون          | جمهوريون 6–1      | جمهوريون          | جمهوريون          | جمهوريون          | جمهوريون 5–2       |                   |
| داكوتا الجنوبية       | R+14                     | جمهوريون          | جمهوريون          | جمهوريون          | جمهوريون 1–0      | جمهوريون          | جمهوريون          | جمهوريون          | جمهوريون 1–0       |                   |
| تينيسي                | R+14                     | جمهوريون          | جمهوريون          | جمهوريون          | جمهوريون 7–2      | جمهوريون          | جمهوريون          | جمهوريون          | جمهوريون 7–2       |                   |
| تكساس                 | R+8                      | جمهوريون          | جمهوريون          | جمهوريون          | جمهوريون 25–11    | جمهوريون          | جمهوريون          | جمهوريون          | جمهوريون 23–13     |                   |
| يوتا                  | R+20                     | جمهوريون          | جمهوريون          | جمهوريون          | جمهوريون 4–0      | جمهوريون          | جمهوريون          | جمهوريون          | جمهوريون 3–1       |                   |
| فيرمونت               | D+15                     | جمهوريون          | ديمقراطيون        | Split D/I         | ديمقراطيون 1–0    | جمهوريون          | ديمقراطيون        | Split D/I         | ديمقراطيون 1–0     |                   |
| فرجينيا               | D+1                      | ديمقراطيون        | جمهوريون          | ديمقراطيون        | جمهوريون 7–4      | ديمقراطيون        | جمهوريون          | ديمقراطيون        | ديمقراطيون 7–4     |                   |
| Washington            | D+7                      | ديمقراطيون        | ديمقراطيون        | ديمقراطيون        | ديمقراطيون 6–4    | ديمقراطيون        | ديمقراطيون        | ديمقراطيون        | ديمقراطيون 7–3     |                   |
| فيرجينيا الغربية      | R+20                     | جمهوريون          | جمهوريون          | منقسم             | جمهوريون 2–0      | جمهوريون          | جمهوريون          | منقسم             | جمهوريون 3–0       |                   |
| ويسكونسن              | Even                     | جمهوريون          | جمهوريون          | منقسم             | جمهوريون 5–3      | ديمقراطيون        | جمهوريون          | منقسم             | جمهوريون 5–3       |                   |
| وايومنغ               | R+25                     | جمهوريون          | جمهوريون          | جمهوريون          | جمهوريون 1–0      | جمهوريون          | جمهوريون          | جمهوريون          | جمهوريون 1–0       |                   |
| United States         | Even                     | جمهوريون 33–16–1  | جمهوريون 31–13    | جمهوريون 51–49    | جمهوريون 235–193  | جمهوريون 27–23    | جمهوريون 30–18    | جمهوريون 53–47    | ديمقراطيون 235–199 |                   |
|                       |                          |                   |                   |                   |                   |                   |                   |                   |                    |                   |
| واشنطن العاصمة        | D+43                     | ديمقراطيون        | ديمقراطيون        | —                 | ديمقراطيون        | ديمقراطيون        | ديمقراطيون        | —                 | ديمقراطيون         |                   |
| ساموا الأمريكية       | —                        | NP/D              | NP                | —                 | جمهوريون          | NP/D              | NP                | —                 | جمهوريون           |                   |
| غوام                  | —                        | جمهوريون          | ديمقراطيون        | —                 | ديمقراطيون        | ديمقراطيون        | ديمقراطيون        | —                 | ديمقراطيون         |                   |
| N. Mariana Islands    | —                        | جمهوريون          | جمهوريون          | —                 | Ind               | جمهوريون          | جمهوريون          | —                 | Ind                |                   |
| بورتوريكو             | —                        | PNP/D             | PNP               | —                 | PNP/R             | PNP/D             | PNP               | —                 | PNP/R              |                   |
| جزر العذراء الأمريكية | —                        | Ind               | ديمقراطيون        | —                 | ديمقراطيون        | ديمقراطيون        | ديمقراطيون        | —                 | ديمقراطيون         |                   |
| التقسيم               | PVI                      | الحاكم            | مجلس نواب الولاية | الكونغرس ‏         | مجلس النواب       | الحاكم            | مجلس نواب الولاية | الكونغرس ‏         | مجلس النواب        |                   |
| Subdivision and PVI   | Subdivision and PVI      | قبل انتخابات 2018 | قبل انتخابات 2018 | قبل انتخابات 2018 | قبل انتخابات 2018 | بعد انتخابات 2018 | بعد انتخابات 2018 | بعد انتخابات 2018 | بعد انتخابات 2018  |                   |

## مشاهدة التلفاز ليلة الانتخابات
| كابل شبكة أخبار |
| شبكة بث         |

| الشبكة               | المشاهدين |
| -------------------- | --------- |
| فوكس نيوز            | 7,784,000 |
| هيئة الإذاعة الوطنية | 5,690,000 |
| أيه بي سي            | 5,264,000 |
| سي إن إن             | 5,070,000 |
| إم إس إن بي سي       | 4,479,000 |
| سي بي إس             | 3,897,000 |

| الشبكة               | المشاهدين |
| -------------------- | --------- |
| سي إن إن             | 2,573,000 |
| فوكس نيوز            | 2,392,000 |
| هيئة الإذاعة الوطنية | 2,282,000 |
| أيه بي سي            | 1,957,000 |
| إم إس إن بي سي       | 1,354,000 |
| سي بي إس             | 1,296,000 |

## روابط خارجية
- "State Elections Legislation Database"، Ncsl.org، Washington, D.C.: National Conference of State Legislatures، مؤرشف من الأصل في 2022-11-03، State legislation related to the administration of elections introduced in 2011 through...2020